# Emprisonnement à perpétuité au Canada
L'emprisonnement à perpétuité au Canada est une condamnation criminelle prononcée pour certains crimes.
Les lois en matière criminelle permettant l'emprisonnement à perpétuité sont promulguées par le Parlement du Canada et s'appliquent de manière uniforme dans l'ensemble des provinces canadiennes (art. 91 (27) LC 1867).

## Peine plancher avec emprisonnement à perpétuité
Certains crimes tels que la haute trahison et le meurtre au premier degré ont une peine minimale d'emprisonnement à perpétuité avec une période de 25 ans où aucune libération conditionnelle n'est possible (art. 745 a) C.cr.). 
Le meurtre au second degré a aussi une peine minimale d'emprisonnement à perpétuité (art. 235 C.cr.), mais avec une période de 10 à 25 ans avant que la libération conditionnelle soit possible (art. 745 c) C.cr.).

## Autres crimes passibles d'emprisonnement à perpétuité au Code criminel
Selon le Code criminel du Canada, d'autres crimes ont des peines maximales d'emprisonnement à perpétuité avec des périodes d'inadmissibilité à la libération conditionnelle variant de 7 à 25 ans. Ces crimes incluent la trahison,, la prise d'otage, de mettre en danger la sécurité d'un aéronef ou d'un aéroport, de mettre en danger la sécurité d'un navire ou d'une plate-forme fixe, le vol qualifié, l'enlèvement, la tentative de meurtre, d'être complice après le fait d'un meurtre, le complot pour meurtre, l'homicide involontaire coupable, de causer la mort par négligence criminelle, ainsi que l'agression sexuelle grave. 
En pratique, les condamnations à l'emprisonnement à perpétuité sont rares dans les cas qui n'incluent pas de meurtre. Cela dit, les cours ont également la possibilité de donner une désignation de délinquant dangereux dans les cas impliquant des crimes violents ou à nature sexuelle. Une telle désignation implique une condamnation indéterminée qui  n'a pas de durée définie ni de limite maximale, mais un examen pour la libération conditionnelle peut avoir lieu après une période de sept ans et à tous les deux ans par la suite. Bien que la libération conditionnelle soit possible après sept ans, celle-ci est rarement accordée dans le cas des délinquants dangereux.

## Infractions liées aux drogues
De plus, la Loi réglementant certaines drogues et autres substances prévoit également des infractions où la peine maximale est l'emprisonnement à perpétuité avec une période d'inadmissibilité à la libération conditionnelle de 7 à 25 ans. Celles-ci sont le trafic, l'exportation ou la production de substances des annexes I et II.

## Inconstitutionnalité du cumul des périodes de 25 ans à l'admissibilité à la libération conditionnelle
Dans l'arrêt R. c. Bissonnette, la Cour suprême du Canada a jugé que article 745.51 du Code criminel qui prévoyait le cumul de périodes d'inadmissibilité à la libération conditionnelle en cas de meurtres multiples est inconstitutionnel car il contrevient à l'article 12 de la Charte canadienne des droits et libertés et il n'est pas justifié par l'article premier de la Charte.

## Annexe